# Den Europæiske Unions Tidende
Den Europæiske Unions Tidende (EUT) er et tidsskrift der udgives af Den Europæiske Union, som et dagblad på samtlige 23 officielle sprog, og som har til formål at sikre EU-retsakternes bindende virkning. Således kan man ikke støtte sin ret på en sådan retsakt før end den har været offentliggjort i tidsskriftet, og af netop denne årsag er EUT den autoritative kilde til EU-retten.
Den Europæiske Unions Tidende er blevet udgivet siden Nicetraktaten ikrafttrådte den 1. februar 2003 og består af to serier og et supplement:
- Serie L indeholder unionens lovgivning: Forordninger; Direktiver; afgørelser og beslutninger; Henstillinger samt Udtalelser
- Serie C indeholder information og meddelelser, herunder domme fra Den Europæiske Unions Domstol (Domstolen, Retten og specialretter)
  - Serie C indeholder ligeledes EUT CE-delen, der udgives elektronisk og kun indeholder dokumenter, der udgives elektronisk
- Serie S (supplementet) indeholder offentlige udbud

Når licitationen er blevet offentliggjort er der en 10 dages stand-still-periode.